# Антверпенская ратуша
Городская ратуша в Антверпене (нидерл. Stadhuis van Antwerpen) — центральное произведение нидерландского Возрождения и одно из первых ренессансных зданий на севере Европы. Построено в 1561-65 гг., когда Антверпен был торговой столицей Европы, по проекту местного архитектора Корнелиса Флориса. Разработанная Флорисом система декоративной орнаментики («Florisstil») оказала значительное влияние на развитие бельгийской (фламандской) художественной традиции. Внесена в список всемирного наследия ЮНЕСКО в составе группы Колокольни городов Бельгии и Франции.
Четырёхэтажное здание, которое стоит на главной площади города Гроте Маркт, органично сочетает элементы, заимствованные из словаря итальянских маньеристов, с фламандской традицией строительства многоэтажных готических ратуш. Нижний этаж рустирован, верхний этаж — сквозной (гульбище). Ратуша пышно украшена геральдическими символами антверпенских маркграфов, испанских Габсбургов и герцогства Брабантского.
Во время взятия Антверпена испанцами (1576) ратуша выгорела почти дотла. Стилизованные под старину интерьеры появились в середине XIX века (арх. Пьер Бруно Бурла).